# 五十嵐豊
五十嵐 豊（いがらし ゆたか、1928年5月20日 - 1982年3月４日）は、日本の芸術家、郷土民芸作家、スキー選手。
スキーの国体選手・監督（栃木県）でもある。
作品は、那須町の自然や動物、子供を題材にした作品が多く特に駒やりんどうが描かれていることが多い。木工品や益子焼、黒羽藍染、烏山和紙、木彫、布絵など作品は多岐にわたるが、栃木県の伝統工芸を使用しているのが特徴である。
栃木県那須郡那須村（現・那須町）出身。

## 概要
那須温泉郷の１つ八幡温泉五十嵐旅館の次男坊として誕生。
旧制宇都宮中学を卒業後、1947年（昭和22）東京美術学校（東京美術学校最後の卒業生）に入学。在学中は高田正二郎などに師事し、1952年（昭和27）に卒業した。
1954年から栃木県佐野繊維工業試験場（現県南技術センター）で図案技師として繊維・染色のデザインを担当した。1957年（昭和32）に開催された第5回世界観光ポスターコンクールでは、日本代表作品として「那須高原」が、栗谷川健一の「阿寒湖」とともに出品されている。
1958年（昭和33）に帰郷すると「やはた工房」を設立し、那須温泉の民芸品や工芸品の開発・制作を行う。一部は海外にも輸出された。また、栃木県北部の商店・行政の包装紙や観光マップなどを手掛けるなどデザイナーとしても活躍しており、松川屋高原ホテルの紙袋デザイン、明治屋（黒磯駅前）が販売する「那須野ボッカ」のパッケージデザインは彼によるものである。栃木県北部を代表する芸術家である。

## 国体スキー選手・監督として
1950年（昭和25）、東京美術学校在学中に第5回国民体育大会冬季大会スキー競技会に、栃木県代表として滑降成年で出場。その後も、1958年の第8回大会に選手として出場している。1955年の第10回大会大会、1956年の第11回大会、1958年の第13回大会は監督として出場した。
また、1965年から69年までは栃木県スキー連盟理事を務めた。